# Montería
Montería es un municipio colombiano, capital del departamento de Córdoba. Está ubicado al noroccidente del país en la región Caribe Colombiana, se encuentra a orillas del río Sinú, por lo que es conocida como la "Perla del Sinú". Es considerada la capital ganadera de Colombia; anualmente celebra la feria de la Ganadería durante el mes de junio. Es además, un importante centro comercial y universitario, reconocida como una de las ciudades colombianas con mayor crecimiento y desarrollo en los últimos años y por impulsar el desarrollo sostenible.
La ciudad es la capital de Córdoba desde 1952, cuando este territorio se separó del departamento de Bolívar. Es el centro administrativo, cultural, económico y político de la región cordobesa, siendo sede de certámenes turísticos y festividades. Junto con los municipios de Cereté, San Pelayo, Ciénaga de Oro y San Carlos conforman el Área metropolitana de Montería.

## Toponimia
En cuanto al origen del nombre de la ciudad, existe documentación sobre un sitio denominado «El paraje de las Monterías que llaman de Buenavista», en referencia al primer poblado levantado en el lugar de "Las Monterías", llamado así por ser el sitio de reunión de los «monteros» que practicaban en sus alrededores la caza de montería, una modalidad tradicional en España.

## Historia
De acuerdo con el escritor e historiador monteriano Jaime Castro Núñez (Historia Extensa de Montería, 2003), la historia de la ciudad se puede periodizar de la siguiente manera:
1. Antecedentes. Abarca todos los sucesos previos a 1777 que facilitaron su fundación.
2. Fundación y Letargo. Desde 1777 hasta principios del siglo XX.
3. Los Tiempos del Pabilo y el Mechero (TPM). Principios del siglo XX hasta 1952.
4. Primer Auge. Desde 1952 hasta 1994.
5. Segundo Auge. Desde 1994 hasta el presente.

Los primeros intentos de su fundación datan de 1759 sobre las márgenes del río Sinú, pero su fundación oficial no se dio sino hasta 1777. La primitiva población fue bautizada por su fundador, Antonio de la Torre y Miranda, con el nombre de San Jerónimo de Buenavista.
Montería se convirtió en cabecera municipal gracias una ordenanza de abril de 1923, emanada de la Asamblea de Bolívar. Luego, con la organización del departamento de Córdoba en 1952, se dio la explosión económica, cultural y social en Montería. La naciente capital departamental tuvo que ser readecuada para poder estar al nivel de una capital. Argumenta Remberto Burgos (primer Gobernador que tuvo el departamento), que Montería fue elegida como capital en vez de Lorica porque ocupa una posición central en el territorio y porque en 1952 era la ciudad más próspera en el área del Sinú.
En las tres décadas que siguieron a su condición de capital departamental (de 1950 a 1980), la ciudad experimentó cambios de diversa índole que repercutieron en el modo de vida de los monterianos.
Desde el punto de vista urbanístico, una de las principales transformaciones que experimentó fue el ensanchamiento y la expansión, aunque este proceso se dio sin planes claros de urbanización debido a la escasa visión de sus dirigentes y a la falta de compromiso.
Montería también experimentó cambios importantes a nivel económico y social, pero en el terreno político y administrativo permaneció rezagada respecto a las principales ciudades de Colombia. Durante algún tiempo un grupo de intelectuales estuvo gestando la idea de que a la ciudad había que repensarla y transformarla de cara al nuevo milenio, pero nada sucedió debido a la carencia esencial de políticos honestos y capaces.
Sin embargo, hacia el año de 1994 la población monteriana fue testigo de una segunda explosión en las artes, la prensa, la educación y la cultura y se dio lo que el historiador Jaime Castro denominó un segundo auge, equiparando dicha explosión a la que se dio en 1952 cuando Montería fue designada capital del departamento de Córdoba. En efecto, fue a mediados de los noventa cuando surgió una nueva generación de escritores y artistas que le aportó nuevas luces al estado de las artes con artistas conocidos en todas las áreas. La construcción se disparó con el establecimiento de centros comerciales como Alamedas del Sinú y Plaza de la Castellana.

## Organización político administrativa

### Cabecera municipal
Su Cabecera municipal está dividida en  9 comunas (en la que se agrupan las 314 barrios).

Mapa de las comunas de Montería

### Corregimientos
Montería tiene bajo su jurisdicción varios centros poblados que, junto a otras veredas, constituye los siguientes corregimientos:
| UPR | Corregimiento   | Centros Poblados                                                              | Veredas                                                                                                 |
| 1   | Morindó         | - Morindó Central                                                             | Morindó Santa Fe, Morindó Santo Domingo.                                                                |
| 1   | Palotal         | - El Floral - El Vidrial - Palotal                                            | Caño Viejo, Buteano, Sincelejito.                                                                       |
| 1   | Santa Clara     | - Santa Clara                                                                 | Aguas Blancas, El Tigre, La Iguana, Marrafú                                                             |
| 1   | Santa Lucía     | - Aguas Vivas - La Lucha - Los Cedros - Los Pantanos - Santa Lucía            | Cucharal, El Tigre, Hueso, San Felipe, San Luis.                                                        |
| 2   | Leticia         | - El Cocuelo - Leticia - El Tronco - Tenerife                                 | El Tronco, Palmito Picado                                                                               |
| 2   | Martinica       | - Martinica                                                                   | San Rafael, San Rafaelito.                                                                              |
| 2   | Nuevo Paraíso   | - Nuevo Paraíso                                                               | Guaymaral, La Mora, Las Pavas, Quebrada del Medio.                                                      |
| 3   | Loma Verde      | - Loma Verde                                                                  | Boca de La Balsa, Caña Flecha, La Frontera, Las Lomas, Verdegal.                                        |
| 3   | Pueblo Búho     | - El Barsal - Pueblo Búho                                                     | Aguas Prietas, Buenavista, El Caoba, Dos Bocas, El Negro, Quebrada en Medio, Quebrada Seca, Tres Tusas. |
| 4   | Guasimal        | - Guasimal - Matamoros - San Francisco                                        | Córdoba, La Gloria, La Nube, Las Flores, Puente Largo, San Diego, San Diego Arriba.                     |
| 4   | Jaraquiel       | - Jaraquiel                                                                   | El Guineo.                                                                                              |
| 4   | Las Palomas     | - Broquelito - El Limón - Las Palomas - Pereira - San Gabriel - Villavicencio | El Cucharo, Florisanto, La Puente, Nuevos Horizontes.                                                   |
| 5   | El Cerrito      | - El Cerrito                                                                  | |
| 5   | El Sabanal      | - Besito Volao - El Sabanal - El Tapao                                        | El Claval, El Faro.                                                                                     |
| 5   | Kilómetro 12    | - El Doce                                                                     | Chispa Carmina, Chispa La Gloria, Chispas Las Palmitas, Las Pulgas, Loma Grande.                        |
| 5   | La Victoria     | - Calle Barrida - La Victoria                                                 | El Totumo, Pueblo Nuevo.                                                                                |
| 5   | Patio Bonito    | - El Quince - Patio Bonito                                                    | Bijagual, Bonito Viento, El Corozo, El Manguito, El Ñeque, km 23, km 24, Las Lomas, Trementino.         |
| 6   | Guateque        | - Guateque - Medellín - Sapo - Pueblo Seco                                    | El Prado, San Jerónimo.                                                                                 |
| 6   | Nueva Lucía     | - Ensenada de La Hamaca - Nueva Lucía                                         | El Cucaro, El León Abajo, León Medio.                                                                   |
| 6   | San Anterito    | - La Poza - Mochilas - San Anterito                                           | Alto Rosario, Salamina.                                                                                 |
| 6   | San Isidro      | - Galilea - San Isidro                                                        | Hoyo Craburo, Moncholo.                                                                                 |
| 7   | Santa Isabel    | - La Florida - Palmito Picao - Santa Isabel                                   | La Esperancita.                                                                                         |
| 7   | Tres Palmas     | - Corea - La Esperanza - Tres Palmas - Ya La Lleva                            | Los Pegados.                                                                                            |
| 7   | Tres Piedras    | - Maracayo - Tres Piedras                                                     | Bicho, Currayao, El Corozo, El Tomo, Punto Fijo, Todos Pensamos.                                        |
| 8   | Buenos Aires    | - Buenos Aires                                                                | Betulia, Bijagual, Changal, El Higuito, Los Limones, Maohls, Plaza Hormiga, Tres Palos.                 |
| 8   | La Manta        | - La Manta - Maquencal                                                        | La Pelea.                                                                                               |
| 8   | Nueva Esperanza | - Nueva Esperanza - San Jerónimo del Golero                                   | Arroyón, La Fe, Piñalito, Sabanueva.                                                                    |
| 9   | Los Garzones    | - Arenal - Boca de La Ceiba - Los Garzones                                    | Aguasnegras, La Ceiba, Las Babillas.                                                                    |

Los corregimientos con más densidad poblacional por kilómetro cuadrado son El Cerrito, El Sabanal, Los Garzones, Palotal, San Anterito, San Isidro, Santa Isabel y Tres Palmas.

## Geografía
La topografía de Montería es básicamente plana, con algunas elevaciones de menor importancia. La parte occidental de la ciudad está surcada por la serranía de Las Palomas. 
Al norte limita con el municipio de Cereté, Puerto Escondido y San Pelayo; al este con San Carlos y Planeta Rica; al sur con Tierralta y Valencia; al oeste con el departamento de Antioquia y los municipios de Canalete, Puerto Escondido y Los Córdobas.
La ciudad está surcada por numerosos caños y riachuelos, la principal fuente hídrica de Montería la constituye el río Sinú.

### Clima
El clima de la ciudad de Montería es cálido tropical con una estación de sequía y una de lluvias a lo largo del año. Está clasificado como tropical de sabana Aw según la clasificación climática de Köppen. La temperatura promedio anual de la ciudad es de 28 °C con picos superiores a 40 °C en temporada canicular. La humedad relativa promedio es de 80%.
| Parámetros climáticos promedio de Montería (Aeropuerto Internacional Los Garzones), normales 1981–2010 | Parámetros climáticos promedio de Montería (Aeropuerto Internacional Los Garzones), normales 1981–2010 | Parámetros climáticos promedio de Montería (Aeropuerto Internacional Los Garzones), normales 1981–2010 | Parámetros climáticos promedio de Montería (Aeropuerto Internacional Los Garzones), normales 1981–2010 | Parámetros climáticos promedio de Montería (Aeropuerto Internacional Los Garzones), normales 1981–2010 | Parámetros climáticos promedio de Montería (Aeropuerto Internacional Los Garzones), normales 1981–2010 | Parámetros climáticos promedio de Montería (Aeropuerto Internacional Los Garzones), normales 1981–2010 | Parámetros climáticos promedio de Montería (Aeropuerto Internacional Los Garzones), normales 1981–2010 | Parámetros climáticos promedio de Montería (Aeropuerto Internacional Los Garzones), normales 1981–2010 | Parámetros climáticos promedio de Montería (Aeropuerto Internacional Los Garzones), normales 1981–2010 | Parámetros climáticos promedio de Montería (Aeropuerto Internacional Los Garzones), normales 1981–2010 | Parámetros climáticos promedio de Montería (Aeropuerto Internacional Los Garzones), normales 1981–2010 | Parámetros climáticos promedio de Montería (Aeropuerto Internacional Los Garzones), normales 1981–2010 | Parámetros climáticos promedio de Montería (Aeropuerto Internacional Los Garzones), normales 1981–2010 |
| Mes | Ene.                                                                                                   | Feb.                                                                                                   | Mar.                                                                                                   | Abr.                                                                                                   | May.                                                                                                   | Jun.                                                                                                   | Jul.                                                                                                   | Ago.                                                                                                   | Sep.                                                                                                   | Oct.                                                                                                   | Nov.                                                                                                   | Dic.                                                                                                   | Anual                                                                                                  |
| --- | --- | --- | --- | --- | --- | --- | --- | --- | --- | --- | --- | --- | --- |
| Temp. máx. abs. (°C)                                                                                   | 36.8                                                                                                   | 41.2                                                                                                   | 38.2                                                                                                   | 38.8                                                                                                   | 37.6                                                                                                   | 36.6                                                                                                   | 37.4                                                                                                   | 36.6                                                                                                   | 36.5                                                                                                   | 36.2                                                                                                   | 36.0                                                                                                   | 38.8                                                                                                   | 41.2                                                                                                   |
| Temp. máx. media (°C)                                                                                  | 33.7                                                                                                   | 34.2                                                                                                   | 34.3                                                                                                   | 34.0                                                                                                   | 32.9                                                                                                   | 32.8                                                                                                   | 32.9                                                                                                   | 32.9                                                                                                   | 32.4                                                                                                   | 32.4                                                                                                   | 32.4                                                                                                   | 32.9                                                                                                   | 33.2                                                                                                   |
| Temp. media (°C)                                                                                       | 28.0                                                                                                   | 28.2                                                                                                   | 28.5                                                                                                   | 28.7                                                                                                   | 28.3                                                                                                   | 28.3                                                                                                   | 28.3                                                                                                   | 28.0                                                                                                   | 27.8                                                                                                   | 27.7                                                                                                   | 27.5                                                                                                   | 27.7                                                                                                   | 28.1                                                                                                   |
| Temp. mín. media (°C)                                                                                  | 22.4                                                                                                   | 22.7                                                                                                   | 23.0                                                                                                   | 23.6                                                                                                   | 23.6                                                                                                   | 23.5                                                                                                   | 23.3                                                                                                   | 23.1                                                                                                   | 23.1                                                                                                   | 23.1                                                                                                   | 23.1                                                                                                   | 22.9                                                                                                   | 23.1                                                                                                   |
| Temp. mín. abs. (°C)                                                                                   | 19.2                                                                                                   | 18.7                                                                                                   | 19.4                                                                                                   | 19.0                                                                                                   | 20.0                                                                                                   | 20.7                                                                                                   | 19.8                                                                                                   | 19.4                                                                                                   | 19.6                                                                                                   | 20.0                                                                                                   | 20.0                                                                                                   | 20.0                                                                                                   | 18.7                                                                                                   |
| Lluvias (mm)                                                                                           | 7.3 | 12.6                                                                                                   | 28.6                                                                                                   | 99.4                                                                                                   | 187.5                                                                                                  | 140.9                                                                                                  | 168.4                                                                                                  | 166.4                                                                                                  | 205.8                                                                                                  | 145.9                                                                                                  | 101.1                                                                                                  | 42.1                                                                                                   | 1281.7                                                                                                 |
| Días de lluvias (≥ )                                                                                   | 2 | 2 | 3 | 8 | 14 | 13 | 14 | 15 | 15 | 13 | 10 | 5 | 108 |
| Humedad relativa (%)                                                                                   | 77 | 76 | 76 | 77 | 81 | 81 | 81 | 82 | 82 | 82 | 83 | 81 | 80 |
| Fuente: Instituto de Hidrologia Meteorología y Estudios Ambientales                                    | | | | | | | | | | | | | |

| Parámetros climáticos promedio de Montería (Universidad de Córdoba) 1981-2010 | Parámetros climáticos promedio de Montería (Universidad de Córdoba) 1981-2010 | Parámetros climáticos promedio de Montería (Universidad de Córdoba) 1981-2010 | Parámetros climáticos promedio de Montería (Universidad de Córdoba) 1981-2010 | Parámetros climáticos promedio de Montería (Universidad de Córdoba) 1981-2010 | Parámetros climáticos promedio de Montería (Universidad de Córdoba) 1981-2010 | Parámetros climáticos promedio de Montería (Universidad de Córdoba) 1981-2010 | Parámetros climáticos promedio de Montería (Universidad de Córdoba) 1981-2010 | Parámetros climáticos promedio de Montería (Universidad de Córdoba) 1981-2010 | Parámetros climáticos promedio de Montería (Universidad de Córdoba) 1981-2010 | Parámetros climáticos promedio de Montería (Universidad de Córdoba) 1981-2010 | Parámetros climáticos promedio de Montería (Universidad de Córdoba) 1981-2010 | Parámetros climáticos promedio de Montería (Universidad de Córdoba) 1981-2010 | Parámetros climáticos promedio de Montería (Universidad de Córdoba) 1981-2010 |
| Mes                                                                           | Ene.                                                                          | Feb.                                                                          | Mar.                                                                          | Abr.                                                                          | May.                                                                          | Jun.                                                                          | Jul.                                                                          | Ago.                                                                          | Sep.                                                                          | Oct.                                                                          | Nov.                                                                          | Dic.                                                                          | Anual                                                                         |
| ----------------------------------------------------------------------------- | ----------------------------------------------------------------------------- | ----------------------------------------------------------------------------- | ----------------------------------------------------------------------------- | ----------------------------------------------------------------------------- | ----------------------------------------------------------------------------- | ----------------------------------------------------------------------------- | ----------------------------------------------------------------------------- | ----------------------------------------------------------------------------- | ----------------------------------------------------------------------------- | ----------------------------------------------------------------------------- | ----------------------------------------------------------------------------- | ----------------------------------------------------------------------------- | ----------------------------------------------------------------------------- |
| Temp. máx. abs. (°C)                                                          | 35.4                                                                          | 36.4                                                                          | 38.8                                                                          | 37.6                                                                          | 38.0                                                                          | 36.0                                                                          | 38.2                                                                          | 36.6                                                                          | 36.4                                                                          | 34.8                                                                          | 37.2                                                                          | 37.6                                                                          | 38.8                                                                          |
| Temp. máx. media (°C)                                                         | 33.2                                                                          | 33.7                                                                          | 33.7                                                                          | 33.4                                                                          | 32.4                                                                          | 32.4                                                                          | 32.5                                                                          | 32.5                                                                          | 32.0                                                                          | 31.9                                                                          | 32.0                                                                          | 32.5                                                                          | 32.7                                                                          |
| Temp. media (°C)                                                              | 27.3                                                                          | 27.4                                                                          | 27.8                                                                          | 28.0                                                                          | 27.7                                                                          | 27.7                                                                          | 27.6                                                                          | 27.5                                                                          | 27.2                                                                          | 27.1                                                                          | 27.2                                                                          | 27.2                                                                          | 27.5                                                                          |
| Temp. mín. media (°C)                                                         | 22.7                                                                          | 23.0                                                                          | 23.7                                                                          | 24.1                                                                          | 23.9                                                                          | 23.8                                                                          | 23.6                                                                          | 23.5                                                                          | 23.2                                                                          | 23.5                                                                          | 23.4                                                                          | 23.2                                                                          | 23.5                                                                          |
| Temp. mín. abs. (°C)                                                          | 17.6                                                                          | 16.2                                                                          | 18.0                                                                          | 17.8                                                                          | 16.4                                                                          | 18.2                                                                          | 18.4                                                                          | 18.8                                                                          | 17.0                                                                          | 18.4                                                                          | 18.6                                                                          | 17.0                                                                          | 16.2                                                                          |
| Lluvias (mm)                                                                  | 11.7                                                                          | 16.5                                                                          | 30.0                                                                          | 116.2                                                                         | 175.5                                                                         | 163.1                                                                         | 156.3                                                                         | 180.9                                                                         | 202.9                                                                         | 153.0                                                                         | 103.8                                                                         | 34.9                                                                          | 1323.6                                                                        |
| Días de lluvias (≥ )                                                          | 3                                                                             | 3                                                                             | 4                                                                             | 10                                                                            | 16                                                                            | 16                                                                            | 16                                                                            | 17                                                                            | 17                                                                            | 15                                                                            | 12                                                                            | 5                                                                             | 131                                                                           |
| Horas de sol                                                                  | 235.6                                                                         | 203.4                                                                         | 192.2                                                                         | 159.0                                                                         | 148.8                                                                         | 159.0                                                                         | 195.3                                                                         | 186.0                                                                         | 150.0                                                                         | 164.3                                                                         | 180.0                                                                         | 192.2                                                                         | 2165.8                                                                        |
| Humedad relativa (%)                                                          | 81                                                                            | 80                                                                            | 78                                                                            | 81                                                                            | 84                                                                            | 85                                                                            | 84                                                                            | 84                                                                            | 85                                                                            | 85                                                                            | 85                                                                            | 84                                                                            | 83                                                                            |
| Fuente: Instituto de Hidrologia Meteorología y Estudios Ambientales           |                                                                               |                                                                               |                                                                               |                                                                               |                                                                               |                                                                               |                                                                               |                                                                               |                                                                               |                                                                               |                                                                               |                                                                               |                                                                               |

## Sostenibilidad ambiental
Montería durante los últimos años ha recibido menciones y premios por su capacidad de ser una ciudad sostenible en materia ambiental. En 2014 fue seleccionada por el Banco Interamericano de Desarrollo (BID) y la Financiera de Desarrollo Territorial, Findeter, para ser parte del proyecto Ciudades Sostenibles por lograr dar a conocer su gran desarrollo y crecimiento natural. En 2014 fue seleccionada por World Wide Fund for Nature (WWF), como la Ciudad Sostenible Del Planeta, por lograr reducir el consumo y uso de la electricidad, creando motocicletas eléctricas y otros artefactos innovadores. En 2016 y por tercer año consecutivo, Montería ganó el título de Capital Nacional de la Hora del Planeta, otorgado por la WWF, la cual reconoce a la capital de departamento de Córdoba como un modelo para la acción climática; Montería tiene planes de reducir sus emisiones un 20% con inversiones en infraestructuras, el transporte sostenible y la reducción del consumo de energía. Además fue elegida entre las 10 ciudades más sostenibles del planeta en La Conferencia Mundial Hábitat III, realizada en Quito, en octubre del 2016; a nivel latinoamericano solo se encuentran Montería y Quito entre estas diez.

## Demografía
El municipio de Montería tiene, según datos de la proyección del DANE para 2023, una población total de 516 217 habitantes, de los cuales 402 069 viven en el casco urbano y 114 148 en el área rural.

## Economía

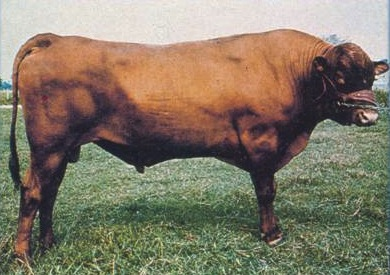
Toro romosinuano.

Las principales actividades de la ciudad son la ganadería y la agroindustria, alentada por la fecundidad del valle del Sinú. Las principales razas de ganado que se crían en el valle del Sinú son el cebú, pardo suizo, Holstein y romosinuano. Además actualmente se ha desarrollado el ganado doble propósito (Carne y leche) mediante el manejo genético y cruce de las razas Holstein, pardo suizo, Gyr lechero y Simmental. Estos últimos pueden llegar a costar hasta 800 millones de pesos y son subastados en la ciudad de Medellín (Antioquia) en el concurso nacional de ganadería. Montería es reconocida como la capital nacional de ganadería vacuna, trayendo siempre los primeros lugares en las competiciones vacunas a nivel mundial. Por otra parte, la pesca se realiza de manera artesanal y por un grupo pequeño de pescadores familiares a las orillas del río Sinú. Montería es considerada un importante foco para la economía ganadera y agroindustrial de Colombia.
Los principales cultivos son el maíz tradicional, maíz tecnificado, algodón, sorgo, arroz secano manual, arroz secano mecanizado, arroz riego, yuca, plátano y ñame.

## Educación
Universidades
Montería es la sede principal de la Universidad de Córdoba, reconocida internacionalmente por su Facultad de Medicina Veterinaria y Zootecnia y su Facultad de Ciencias Agrícolas; y en programas como: Ingeniería Agronómica, Ingeniería Industrial, Ingeniería de Alimentos, Ingeniería Ambiental, Ingeniería de Sistemas, Ingeniería Mecánica, Enfermería, Geografía, entre otras.
También es sede de:
- Universidad del Sinú
- Corporación Universitaria del Caribe (CECAR)
- Corporación Universitaria Remington (Uniremington)
- Universidad Pontificia Bolivariana
- Universidad Santo Tomás (Sede Extensión)
- Universidad de La Guajira (Sede Extensión)
- Fundación Universitaria del Área Andina.
- Fundación Universitaria San Martín
- Universidad Cooperativa de Colombia
- Universidad Católica Luis Amigó
- Corporación Universitaria de Ciencia y Desarrollo (Uniciencia)
- Corporación Unificada Nacional de Educación Superior (CUN)
- Universidad del Sur[22]

## Medios de comunicación

### Televisión
Desde 1986, el Caribe colombiano cuenta con el canal regional de televisión Telecaribe. A mediados de 2014 se convirtió en el primer canal regional de Colombia en emitir contenidos en alta definición (HD) a través de la Televisión Digital Terrestre, los tres canales privados nacionales (Canal RCN, Caracol Televisión y Canal 1) y Dos canales públicos (Señal Colombia y Canal Institucional), disponibles tanto en su señal Análoga como por la Televisión Digital Terrestre en el estándar DVB-T2.

### Radio
En Montería transmiten diversas emisoras en AM y FM, tanto locales como nacionales, las cuales mantienen informada a la opinión pública y ofrecen una variada programación musical.

### Prensa
En la ciudad circulan periódicos de tirada local y nacional, todos matutinos: El Meridiano, La Razón, Qhubo, y los periódicos de distribución nacional El Tiempo, con un tiraje especial para la Región Caribe, y El Espectador.

## Cultura
Montería es reconocida por ser uno de los epicentros del porro y el fandango y por celebrar anualmente la Feria Nacional de la Ganadería. Es, además, uno de los epicentros culturales de la Costa Caribe colombiana. La danza folclórica más importante es la cumbia. Las corralejas están muy arraigadas en la cultura de la gente.

### Bellas artes
Montería cuenta con una escuela de bellas artes, así como posibilidades de formación artística a nivel universitario. Además, varias personalidades del mundo del cine y la televisión colombianos son nativos de Montería, como Ronald Ayazo, Adriana Ricardo y el cineasta Agamenón Quintero.

### Eventos culturales
Durante la Feria de la Ganadería que se lleva a cabo a mediados de año se puede disfrutar de una variada actividad cultural que incluye desfiles, bailes organizados por los clubes locales y programas nocturnos en los lugares de ocio de la ciudad.
Otra opción cultural son exposiciones, conciertos y obras de teatro organizados ya sea por la Casa de la Cultura o por empresarios locales.

### Literatura
La literatura producida en la ciudad ha sido por tradición de tipo costumbrista. Entre sus exponentes más destacados se encuentran José Luis Garcés, Leopoldo Berdella de la Espriella, David Sánchez Juliao y Raúl Gómez Jattin. Entre los eventos literarios se destaca la Feria del Libro y otros festivales y recitales que fomentan la lectura y la creación literaria.

### Música y danzas
El ritmo principal de la ciudad es el porro, considerado la principal expresión musical. Otro importante ritmo es el fandango. La danza más importante es la cumbia.

### Gastronomía
La cocina cordobesa es variada y elaborada; emplea productos de raigambre indígena como el maíz y la yuca que se han complementado con otros ingredientes como la berenjena y la almendra de los árabes, y el arroz, el plátano y el ñame de las culturas africana y asiática. Estos alimentos, junto al pescado, la carne de res y de cerdo, conforman la esencia de la cocina de Córdoba. Cuando los ríos Sinú, San Jorge y Cauca empiezan a bajar de cauce como consecuencia del verano, se produce la subienda de bocachico.
Platos típicos:
- Mote de queso
- Sancocho
- Queso costeño
- Suero atollabuey
- Bollos (de coco, dulce, harinado, limpio cortado con batata, de plátano maduro, de yuca)
- Viuda de pescado
- Bocachico frito
- Mojarra frita
- Arroz de coco
- Arroz de leche
- Buñuelos de maíz
- Chicheme
- Peto
- Mote de guandú
- Dulce de coco

La carne vacuna de buena calidad es relativamente de fácil acceso debido a que la zona posee uno de los hatos ganaderos más importantes del país. 

### Dialecto
El dialecto de los habitantes corresponde a una subvariante del español costeño colombiano con la característica popularmente denominada "goppear", que corresponde a la geminación de las consonantes anteriores a ele y erre: por ejemplo, golpe se pronuncia goppe y carga, cagga.

### Religión
La religión predominante es la católica. El santo patrono es San Jerónimo. La catedral de San Jerónimo, ubicada adyacente al parque de Bolívar, es la sede de la diócesis de Montería, sufragánea de la arquidiócesis de Cartagena.

## Turismo
La principal atracción turística de Montería es la avenida Primera o Veinte de Julio, paralela al río Sinú, donde se encuentra el parque lineal más grande de América Latina, la Ronda del Sinú, desde el cual se puede apreciar el río Sinú. La avenida Primera ofrece un espacio para la cultura y la diversión. Desde allí, es posible apreciar los animales silvestres del parque. También se puede apreciar la Ronda Norte (extensión de la Ronda del Sinú) que se ubica a orillas del río, aledaña al barrio El Recreo.
Montería cuenta con una sabana que posee varios kilómetros al oriente de la ciudad, en donde se puede observar un paisaje llano. Esta sabana cuenta con un lago conocido como Coveñitas el cual se formó por la extracción de roca.
Otros espacios:
- Muelle turístico en el río Sinú.

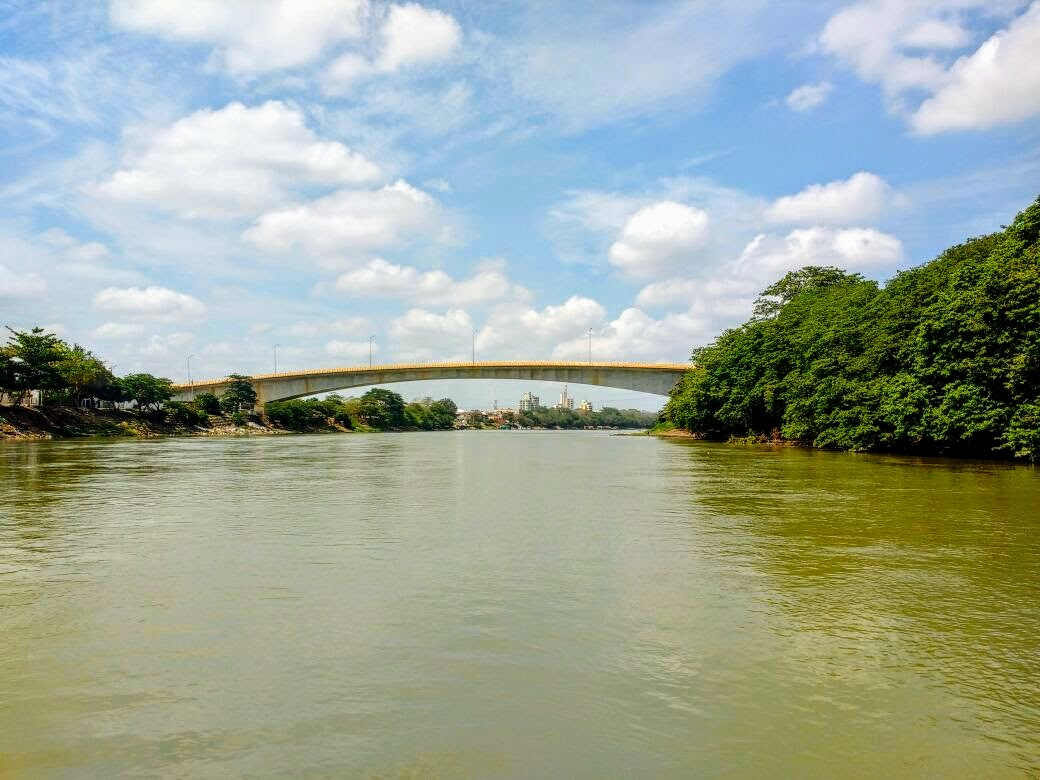
Puente Segundo Centenario sobre el río Sinú, al fondo el centro de la ciudad.

- Mirador al río en la avenida Primera del Norte
- Museo Zenú de Arte Contemporáneo.
- Parque Simón Bolívar.
- Parque Lineal del Sur (Parque las Golondrinas).
- Parque de los Sueños.
- Parque Lineal las Brisas.
- Antiguo Mercado Público.
- El Puente Metálico Gustavo Rojas Pinilla.
- Puente Segundo Centenario.
- Pasaje del Sol, zona rosa en el norte de Montería.
- Las cascadas de Morindó.
- Plaza Cultural del Sinú.
- Pasaje de las Flores.
- Pasaje comercial del Río.
- Pueblito Cordobés.[28]

## Transporte
Infraestructura vial
La malla vial de Montería se estructura a partir de la avenida Primera, a orillas de la Ronda del Sinú. Se ingresa a la ciudad por tres carreteras nacionales: por el norte, desde Lorica, se ingresa a la ciudad a través de la transversal Ruta Nacional 21; por el occidente, se ingresa por la transversal Ruta Nacional 74, que comunica con Arboletes, en la zona costera del departamento; por el oriente, se ingresa a través de la troncal Ruta Nacional 23, que comunica con Planeta Rica. 
Transporte urbano
En Montería opera el sistema de transporte urbano colectivo e integrado Metrosinú. Metrosinú surge en 2004 como respuesta a la necesidad de mejorar la calidad del servicio de transporte público en la ciudad. El sistema utiliza tarjetas inteligentes sin contacto que permiten al usuario recargar pasajes y transferirse por el precio de un solo pasaje a lo largo del sistema de rutas que abarca toda la ciudad. Las rutas de autobús cubren un área desde Cereté (al norte) hasta San Carlos (al sur) con una parada en Planeta Rica. Su parada más al occidente es Aguas Vivas (Montería) y la parada más al oriente es Planeta Rica.
La ciudad cuenta, además, con servicio de taxis urbanos, SITP con Metrosinú y Monteriana Móvil que presta servicio por toda la ciudad conectando desde todos los puntos. 
Además cuenta con el imponente proyecto de Transporte Fluvial llamado BUSINÚ que transporta por medio del Río Sinú con innovadores vagones con aire acondicionado y capacidad para cerca de 24 personas.
Transporte intermunicipal
Montería está servida por empresas que cubren rutas permanentes especialmente a Cereté, Planeta Rica, la zona minera y las playas del departamento del Córdoba. 
Transporte terrestre interdepartamental
Desde la terminal de transportes de Montería operan empresas de transporte con salidas diarias y regulares a Bogotá, Medellín, Barranquilla, Sincelejo, Bucaramanga, Valledupar, Santa Marta, Cartagena, Riohacha y poblaciones aledañas.
Transporte aéreo. La ciudad cuenta con el aeropuerto Los Garzones, en el cual operan las aerolíneas Avianca, LATAM Colombia, Clic Air y Jetsmart con frecuencias diarias a las ciudades de Bogotá, Barranquilla y Medellín. 

## Deportes

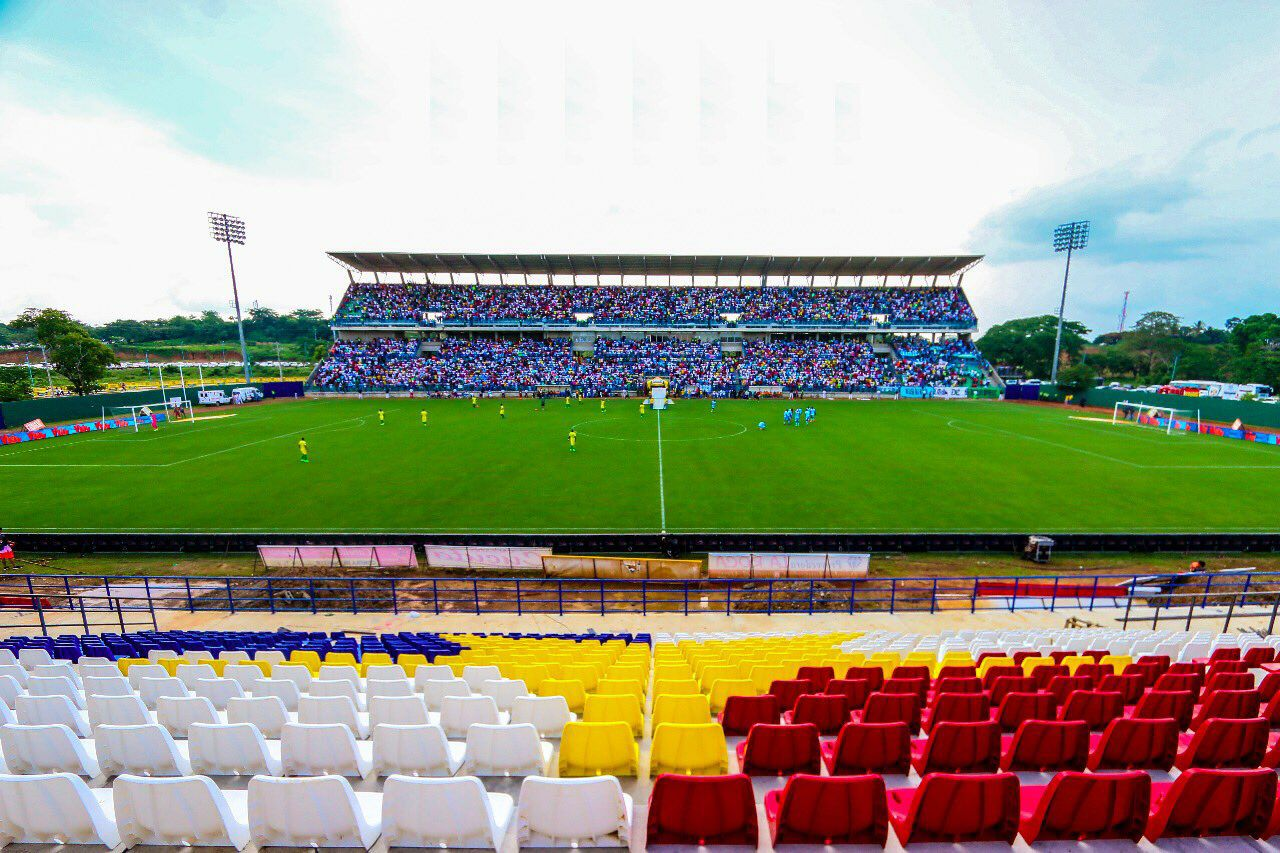
Vista desde la tribuna oriental del estadio Municipal de Montería, sede del equipo de fútbol Jaguares de Córdoba Fútbol Club.

Montería es sede del equipo de béisbol profesional Vaqueros de Montería, que juega en el estadio 18 de Junio. 
Desde 2013, la ciudad cuenta con el equipo de fútbol profesional Jaguares, el cual juega en el estadio Jaraguay, en la Primera B del fútbol profesional colombiano. Desde 2015 hasta 2024, el equipo monteriano jugó en la Primera división (categoría A), luego de ganar el título del Torneo Postobón el 13 de diciembre de 2014. Desde 2025, el equipo juega en la segunda división del fútbol colombiano. También cuenta con un equipo profesional de fútbol de salón, Toros del Sinú, el cual oficia como local en el Coliseo Miguel Happy Lora.
Eventos deportivos
En la ciudad se han celebrado eventos deportivos nacionales e internacionales entre los que se encuentran: 
1. Juegos Nacionales 2012
2. Serie Latinoamericana de Béisbol Montería 2014 y 2017
3. Liga Colombiana de Béisbol Profesional
4. Categoría Primera A
5. Copa Mundial de Béisbol Sub-23 de 2018
6. Campeonato Sudamericano de Fútbol Sub-15 de 2015
7. Campeonato Sudamericano de Fútbol Sub-17 de 2025

Instalaciones deportivas
Montería cuenta con los siguientes escenarios deportivos:
1. Estadio de Béisbol 18 de Junio
2. Estadio de Fútbol Jaraguay de Montería
3. Coliseo Miguel Happy Lora
4. Villa Olímpica: Complejo de tejo, canchas de fútbol, minifútbol, sóftbol, tenis, basquetbol, voleibol, piscina olímpica y patinódromo. (Segunda fase en construcción).
5. Complejo de Tiros Deportivos

## Defensa
Policía
La ciudad alberga el Comando Departamento de Policía de Córdoba, el cual coordina todas las actividades tendientes al control y al mantenimiento de la seguridad ciudadana. La Policía Nacional de Colombia en Montería dispone de personal destinado a patrullar las vías públicas, instauración de puestos de control y vigilancia de actos públicos concurridos como la Feria de la Ganadería.
Ejército
En Montería opera la Décima Primera Brigada, adscrita a la Séptima División del Ejército Nacional de Colombia. El área de responsabilidad de la Décima Primera Brigada del Ejército comprende una extensión territorial de 21.105 km, lo cual corresponde al departamento de Córdoba, la Mojana sucreña, Antioquia y Bolívar.
El 17 de agosto de 1978, se traslada desde Buga con todos sus efectivos a Montería la Unidad Batallón de Infantería # 07 Junín como Unidad orgánica de la Cuarta Brigada. En 1986, por reorganización de las unidades que conforman el Ejército Nacional, quedó como: Batallón de Infantería # 33 Junín. El 16 de agosto de 1987, la Unidad pasa a ser parte de los Batallones que integran la Decimoprimera Brigada, al ser esta activada por disposición del Comando del Ejército.

## Estructura administrativa municipal
| Montería     | Montería    | Montería                   |
| Departamento | Código DANE | Categoría municipal (2022) |
| ------------ | ----------- | -------------------------- |
| Córdoba      | 23001       | Primera                    |

- Personería: Es un centro del Ministerio Público de Colombia que ejerce, vigila y hace control sobre la gestión de las alcaldías y entes descentralizados; velan por la promoción y protección de los derechos humanos; vigilan el debido proceso, la conservación del medio ambiente, el patrimonio público y la prestación eficiente de los servicios públicos, garantizando a la ciudadanía la defensa de sus derechos e intereses.

El actual Personero municipal es Luis Gabriel Degiovanni (2024-2027).
- Concejo Municipal: Es la suprema autoridad política del municipio. En materia administrativa sus atribuciones son de carácter normativo. También le corresponde vigilar y hacer control político a la administración municipal. Se regulan por los reglamentos internos de la corporación en el marco de la Constitución Política Colombiana (artículo 313) y las leyes, en especial la Ley 136 de 1994 y la Ley 1551 de 2012.

Constituido por 19 concejales por un periodo de 4 años.  Actualmente se encuentra distribuido con los siguientes partidos para el periodo 2024 - 2027 de la siguiente forma:
4 (Liberal), 3 (Conservador), 3 (Nuevo Liberalismo), 2 (Cambio Radical), 2 (ASI), 2 (Mais), 1 (Colombia Renaciente), 1 (CD y MIRA) y 1 (Nueva Fuerza Democrática).
- Alcaldía Municipal: En esta se encuentra la administración municipal y las entidades descentralizadas del municipio.

El alcalde se pronuncia mediante decretos y se desempeña como representante legal, judicial y extrajudicial del municipio. El actual alcalde municipal es Hugo Kerguelen García (2024-2027), elegido por voto popular.
- JAL.

## Servicios públicos
La Gerencia de Servicios Públicos de la Alcaldía de Montería se encarga de la gestión y supervisión de los servicios públicos. Las siguientes empresas privadas prestan los servicios públicos en Montería:
- Energía eléctrica: Afinia, del grupo EPM.
- Gas natural: Surtigas distribuye y comercializa el gas natural.
- Agua y alcantarillado:  Veolia Aguas de Montería S.A. E.S.P.
- Aseo: Urbaser.[36]